# Endeavor
Endeavor är den svenske indierockartisten Timo Räisänens sjätte studioalbum, utgivet 2012 på Razzia Records.
Albumet producerades av Pelle Gunnerfeldt, men vissa låtar samproducerades tillsammans med Mattias Tell, Niels Nankler och Räisänen. Som musiker medverkade Tell (bas), Patrik Herrström (trummor), Nankler (gitarr), Hans Olsson Brookes (keyboards) och Räisänen (sång).

## Låtlista
Där inte annat anges är låtarna skrivna av Mattias Tell och Timo Räisänen.

### CD och digitala utgåvor
1. "Crawl on Bitter" – 3:42 (Mattias Tell, Timo Räisänen)
2. "Endeavor" – 3:36 (Mattias Tell, Timo Räisänen)
3. "Second Cut" – 3:55 (Mattias Tell, Timo Räisänen)
4. "A Fever" – 2:51 (Niels Nankler, Timo Räisänen)
5. "The Fight of Her Life" – 4:29 (Niels Nankler, Timo Räisänen)
6. "Satan's Tool" – 3:31 (Niels Nankler, Timo Räisänen)
7. "January, Taken" – 3:47 (Mattias Tell, Timo Räisänen)
8. "Reign Over It" – 4:10 (Mattias Tell, Timo Räisänen)
9. "Holiday" – 3:59 (Mattias Tell, Timo Räisänen)
10. "Buckets of Hate" – 6:27 (Mattias Tell, Timo Räisänen)

### LP
Sida A
1. "Crawl on Bitter" – 3:42 (Mattias Tell, Timo Räisänen)
2. "Endeavor" – 3:36 (Mattias Tell, Timo Räisänen)
3. "Second Cut" – 3:55 (Mattias Tell, Timo Räisänen)
4. "A Fever" – 2:51 (Niels Nankler, Timo Räisänen)
5. "The Fight of Her Life" – 4:29 (Niels Nankler, Timo Räisänen)
6. "Satan's Tool" – 3:31 (Niels Nankler, Timo Räisänen)

Sida B
1. "January, Taken" – 3:47 (Mattias Tell, Timo Räisänen)
2. "Reign Over It" – 4:10 (Mattias Tell, Timo Räisänen)
3. "Holiday" – 3:59 (Mattias Tell, Timo Räisänen)
4. "Buckets of Hate" – 6:27 (Mattias Tell, Timo Räisänen)

## Medverkande
- Emma Essinger – saxofon (spår 2)
- Marios Forslund – artwork
- Pelle Gunnerfeldt – producent, mixning
- Johan Gustavsson – ljudtekniker, bakgrundssång
- Mikaela Hansson – orgel (spår 4)
- Patrik Heikinpieti – cymbal (spår 2 och 3)
- Patrik Herrström – trummor
- Anders Kilbrandt – artwork
- Niels Nankler – gitarr, producent (spår 5)
- Hans Olsson Brookes – keyboards
- Linda Pabst – omslag
- Marcel Pabst – omslag
- Timo Räisänen – sång, producent (spår 5 och 9)
- Robin Schmidt – mastering
- Mattias Tell – bas, producent (spår 9)
- Andreas Unge – bas (spår 2)

## Mottagande
Endeavor snittar på 3,0/5 på Kritiker.se, baserat på sexton recensioner. Till de mer positiva hörde Göteborgs-Posten och Värmlands Folkblad, som båda gav betyget 4/5, och till de mer negativa Dagens Nyheter (2/5), Helsingborgs Dagblad (2/5) och Nöjesguiden.

## Listplaceringar
| Lista (2012) | Topplacering |
| ------------ | ------------ |
| Sverige      | 13           |